# Cột Sigismund
Cột Sigismund (tiếng Ba Lan: Kolumna Zygmunta), ban đầu được xây dựng vào năm 1644, nằm ở Quảng trường lâu đài, Warsaw, Ba Lan và là một trong những địa danh nổi tiếng nhất của Warsaw cũng như là tượng đài thế tục đầu tiên dưới dạng một cây cột trong lịch sử hiện đại. Cây cột và bức tượng để tưởng niệm vua Zygmunt III Waza, người vào năm 1596 đã chuyển thủ đô của Ba Lan từ Kraków đến Warsaw.
Đây là một cây cột Cô-rinh-tô (từng là đá cẩm thạch đỏ), cao 8,5 m, một tác phẩm điêu khắc hình ảnh Nhà vua, cao 2,75 mét, được đặt trong áo giáp của một người kiến trúc sư. Cột Sigismund hiện có độ cao 22 mét và được trang trí bởi bốn con đại bàng. Nhà vua mặc áo giáp và vác thánh giá bằng một tay và cầm thanh kiếm trong tay kia.

## Nguồn gốc và thiết kế

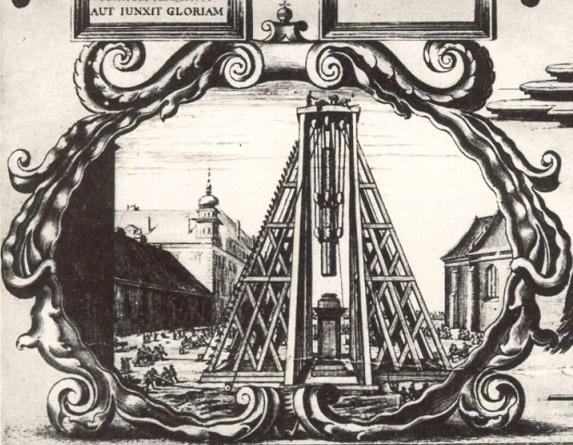
Xây dựng Cột Sigismund, chi tiết về bản khắc năm 1646 của Willem Hondius.

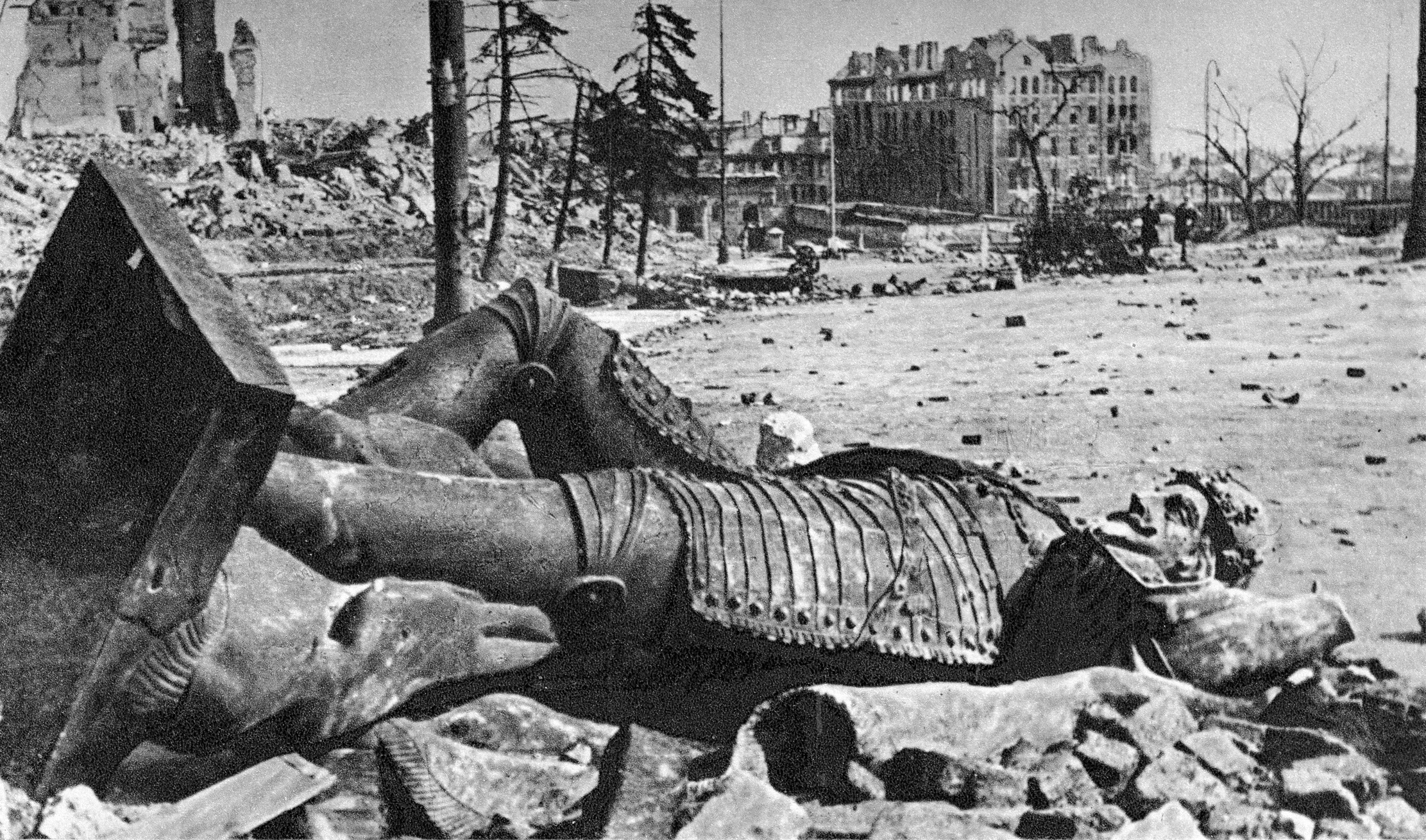
Tượng lật đổ, năm 1945

## Chữ khắc

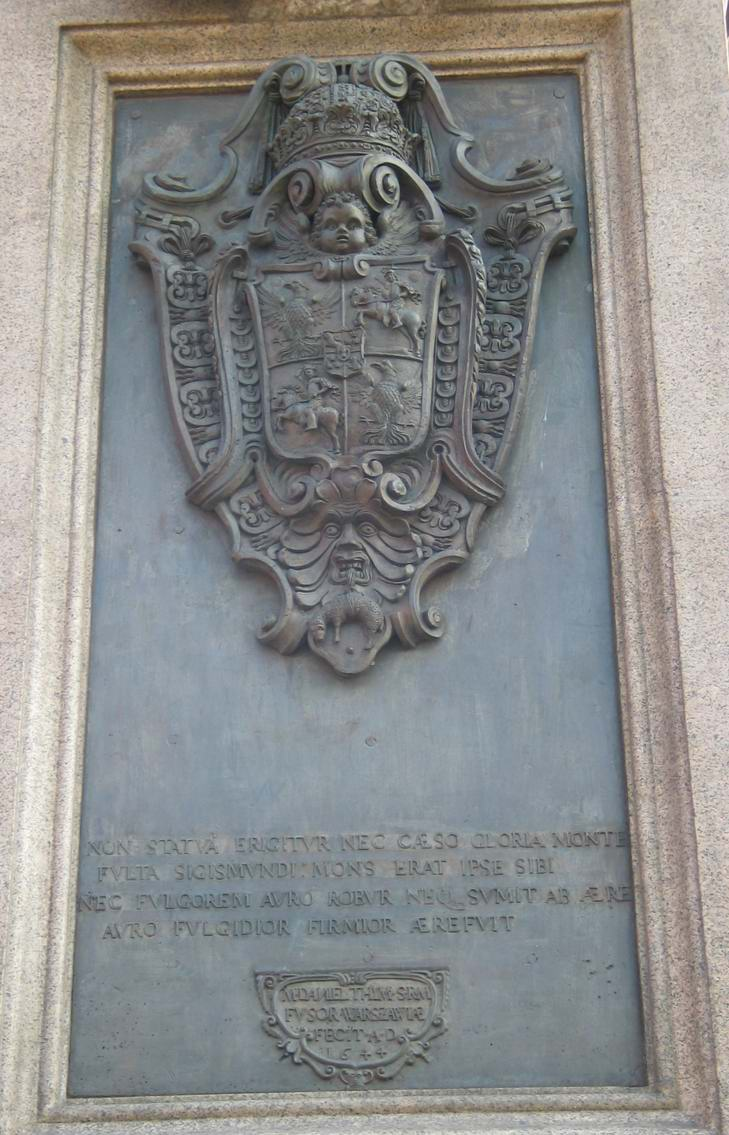
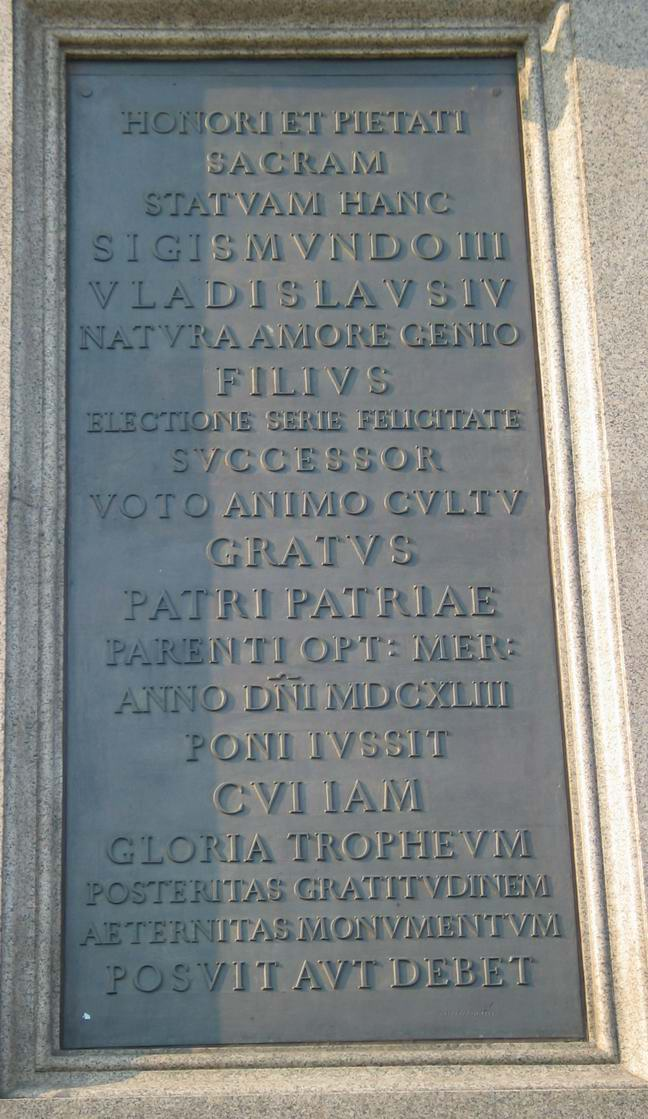
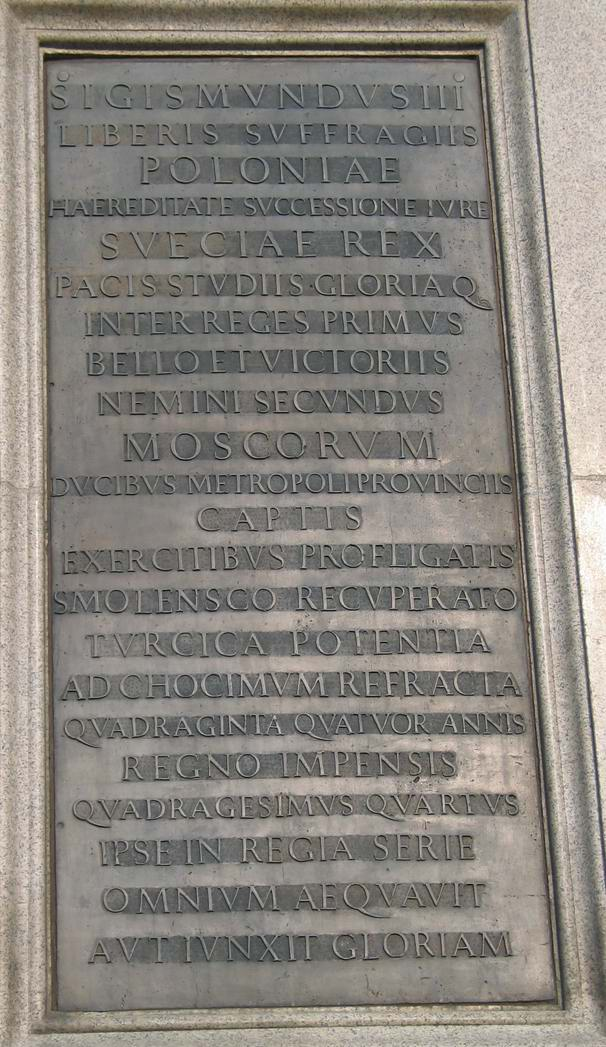
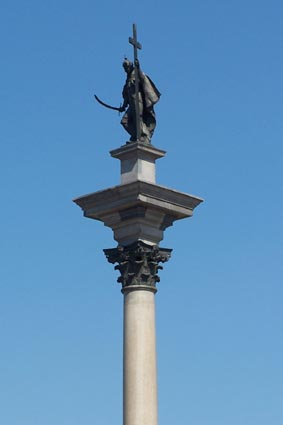
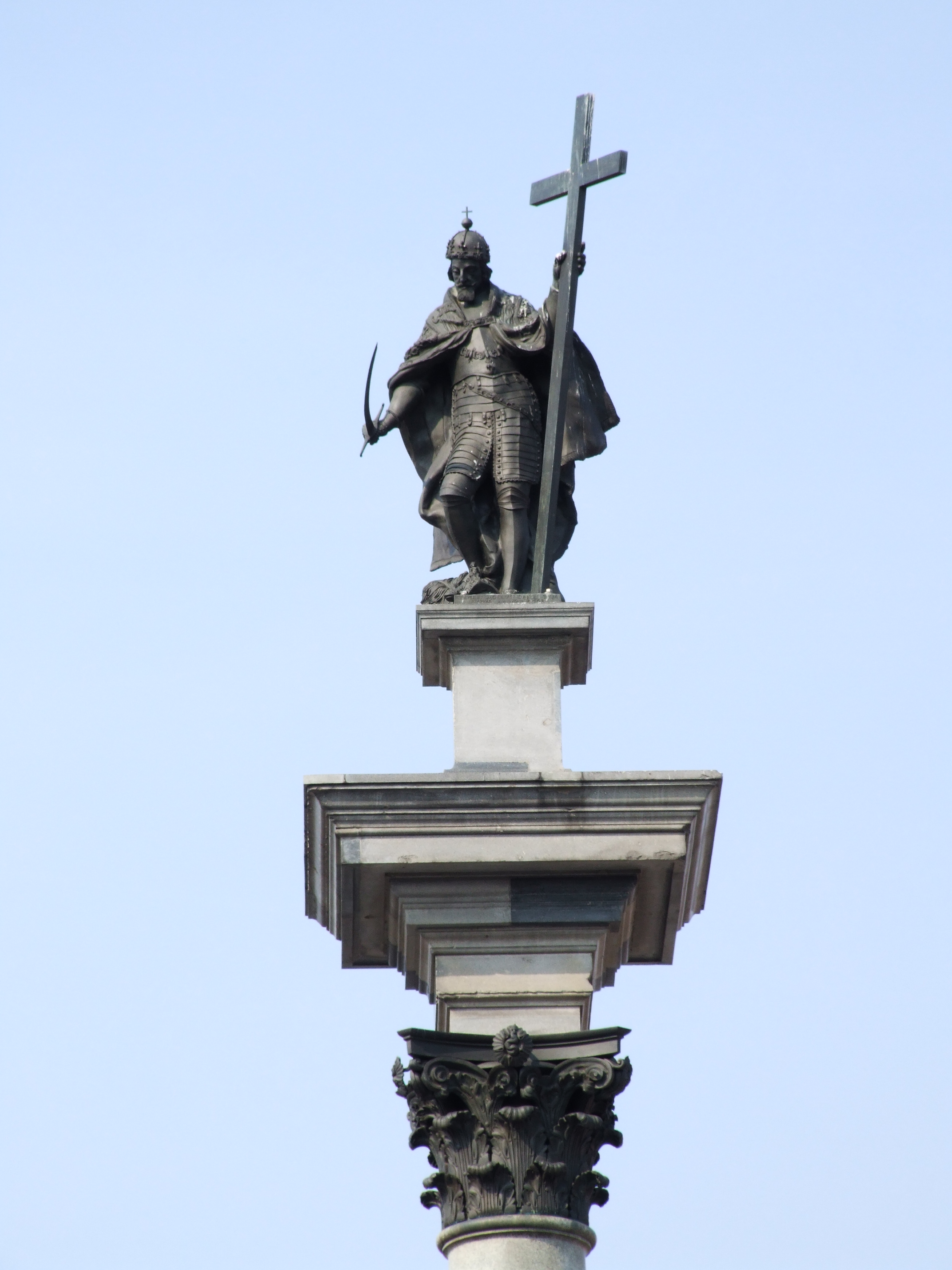
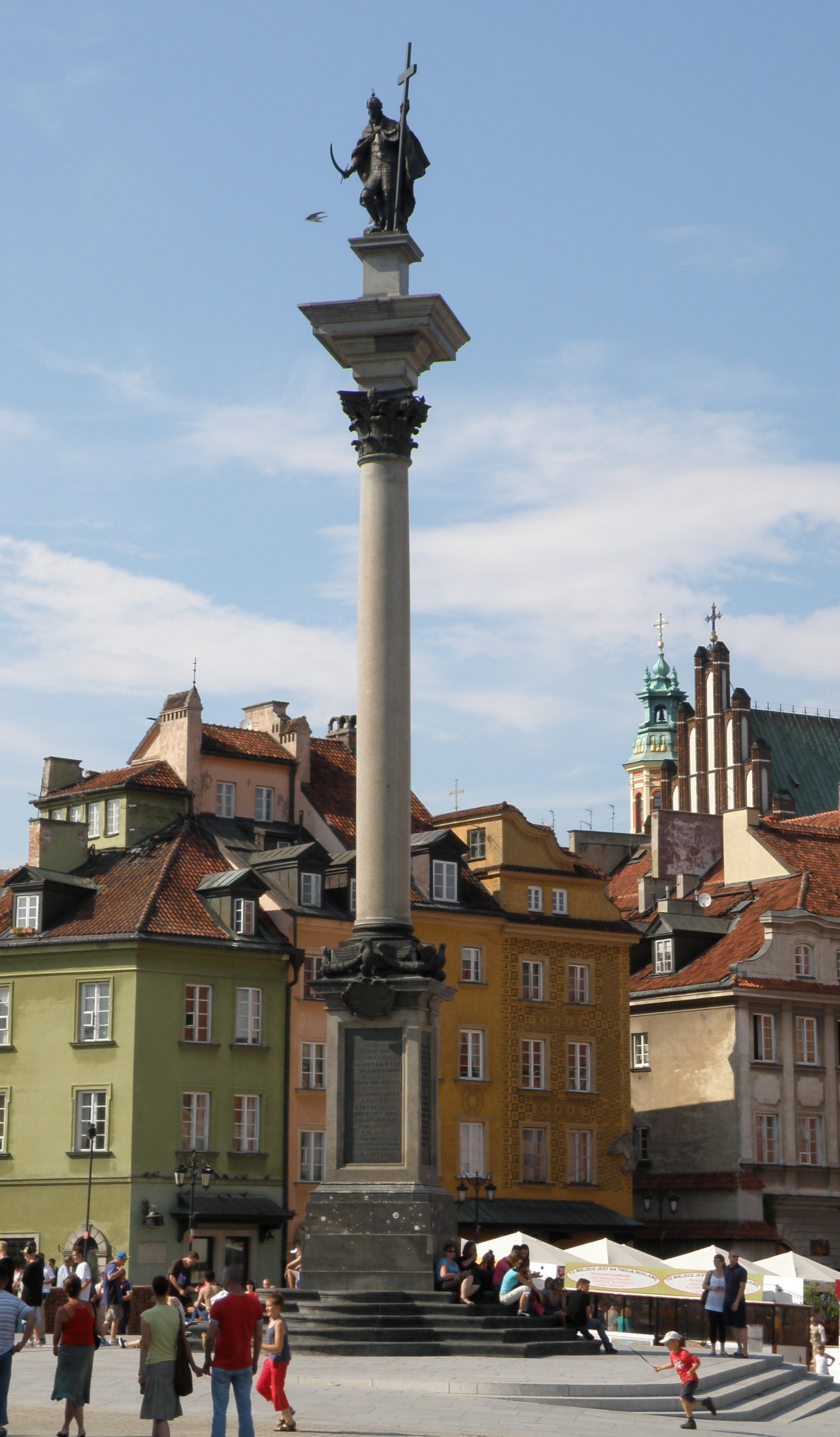

## Hình ảnh

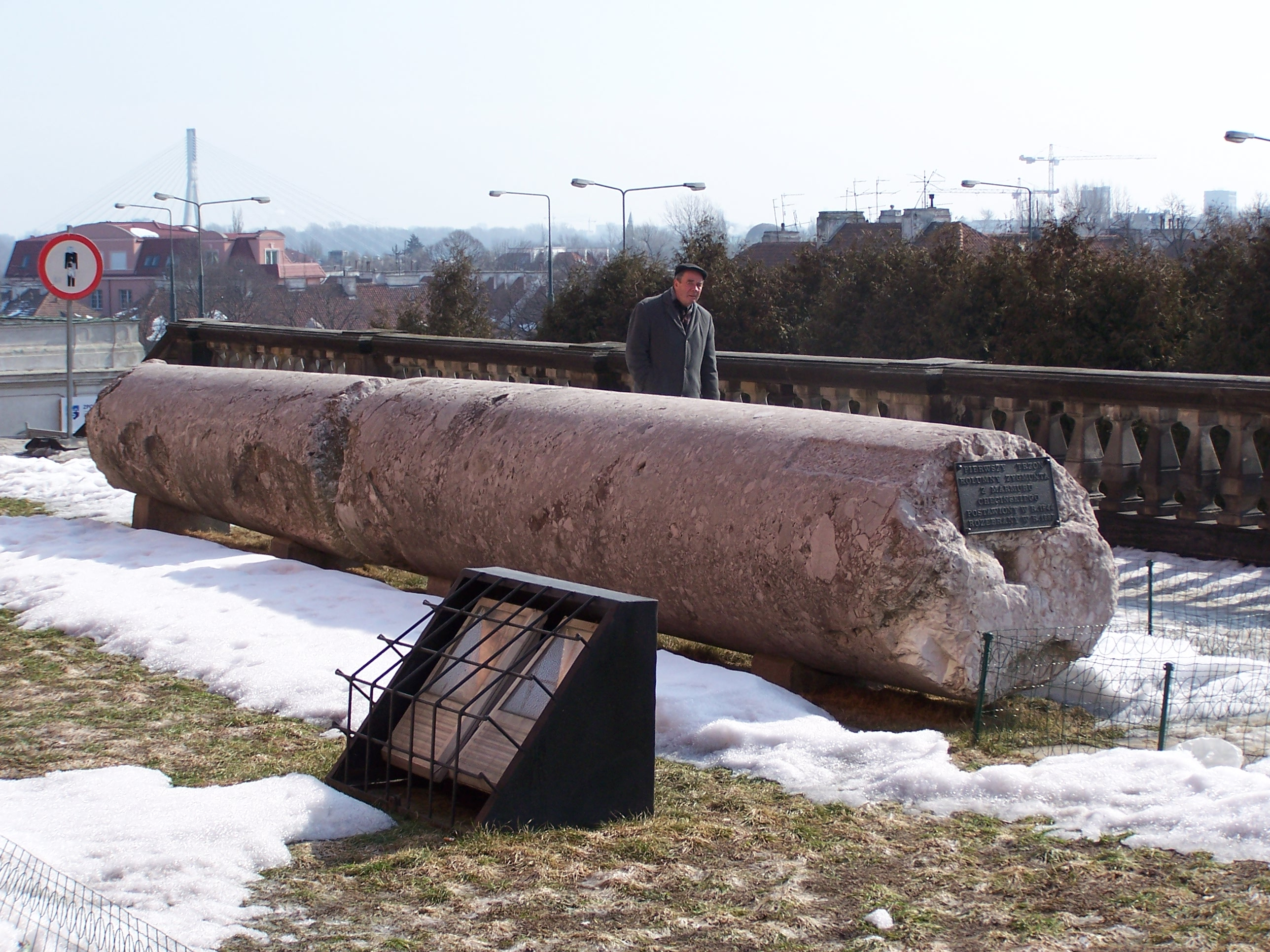
1644-1887
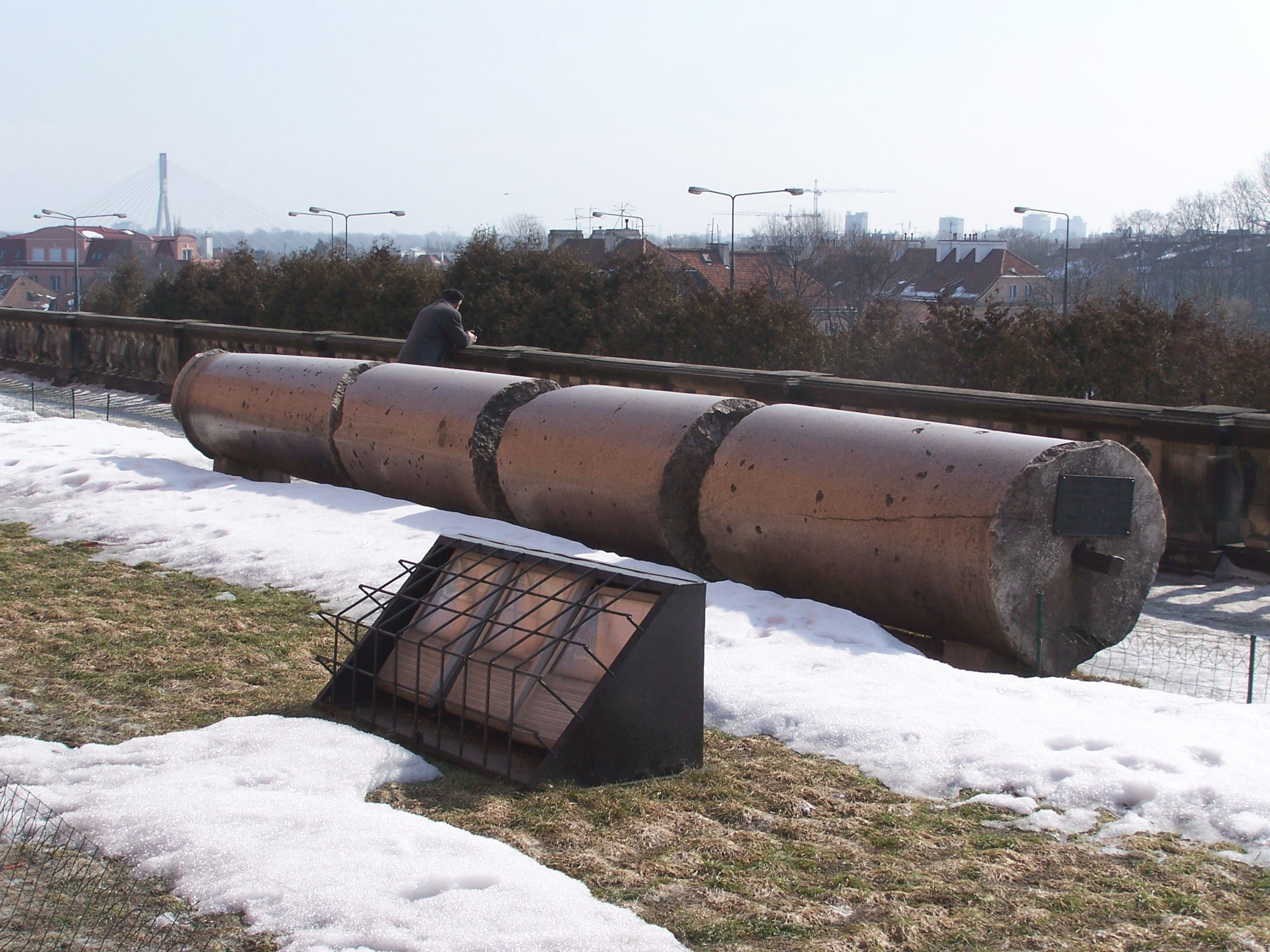
1887-1944

### Thế kỷ 18

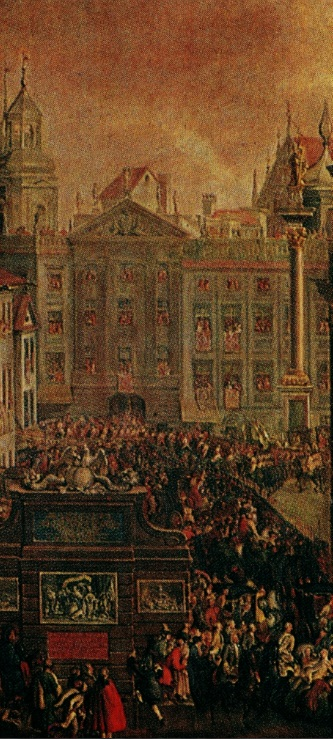
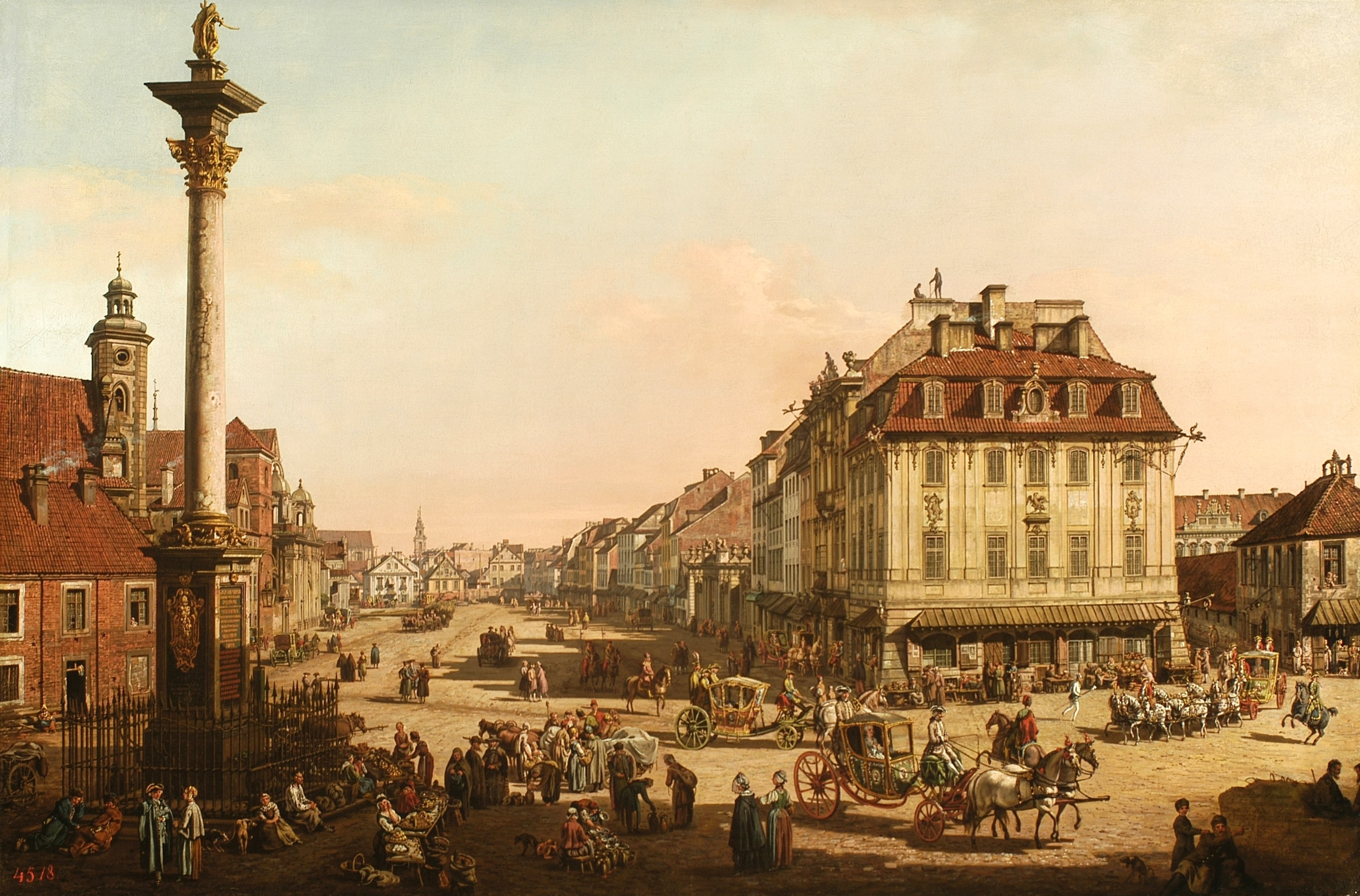

### Thế kỷ 20

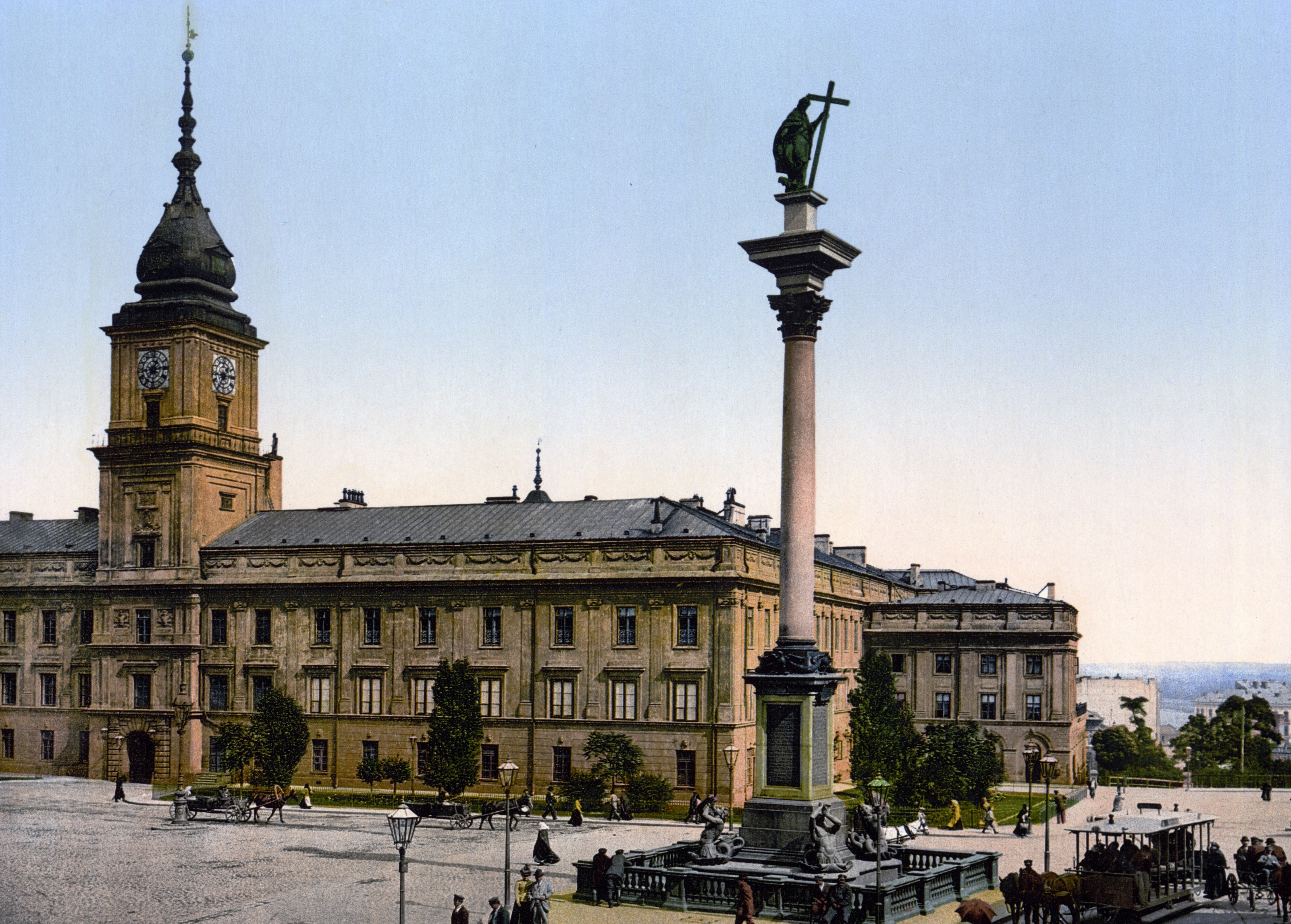
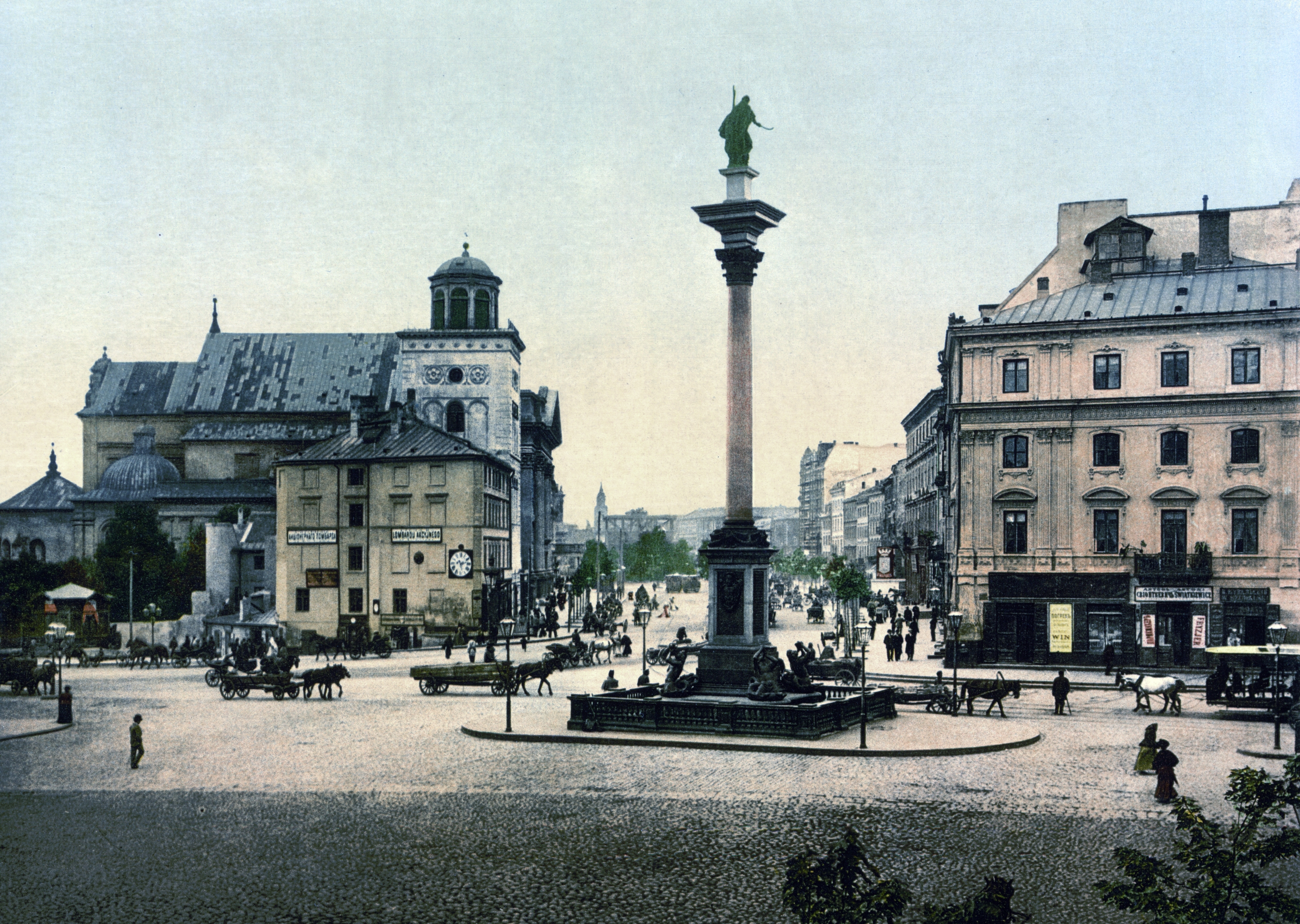
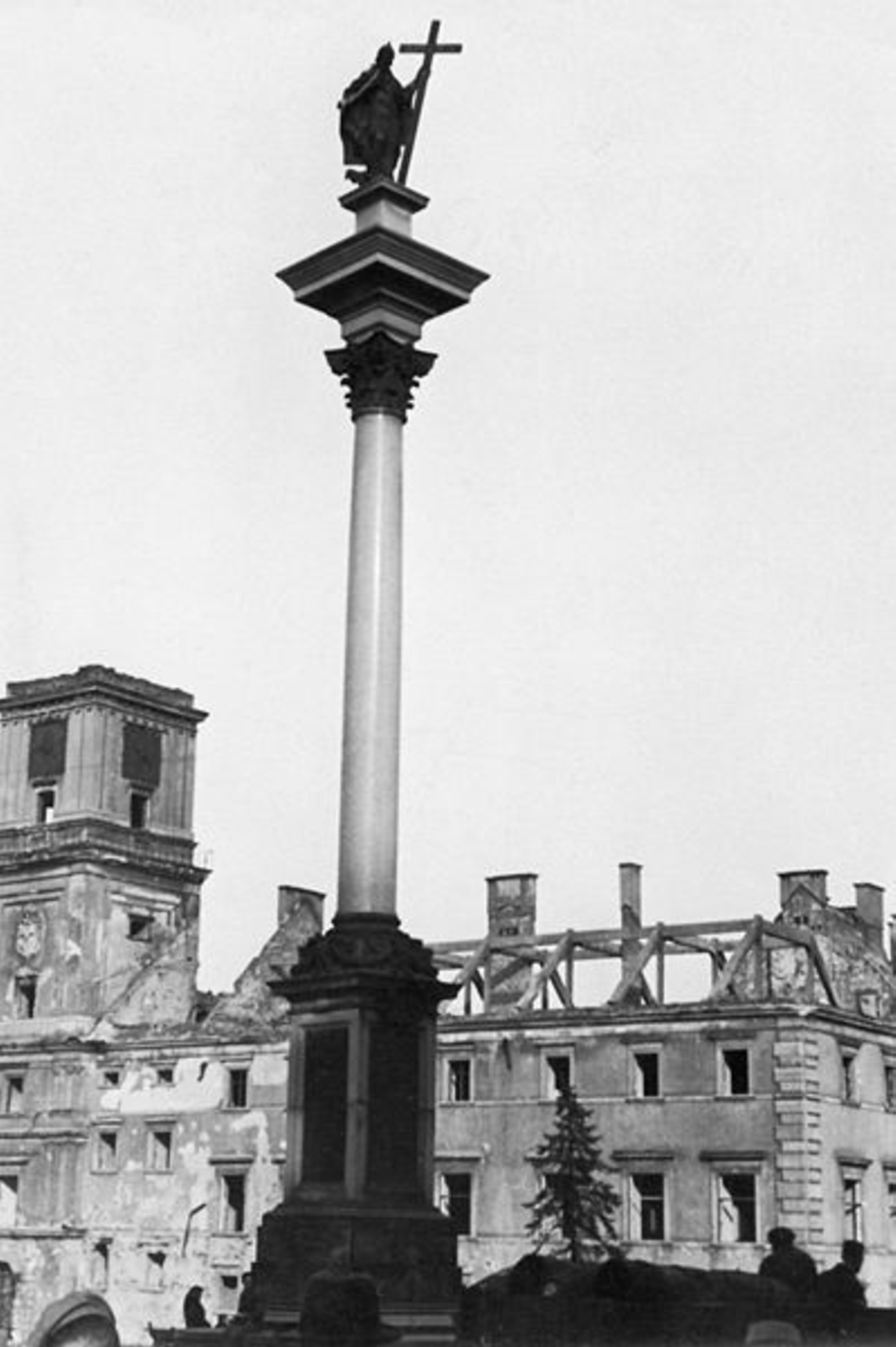
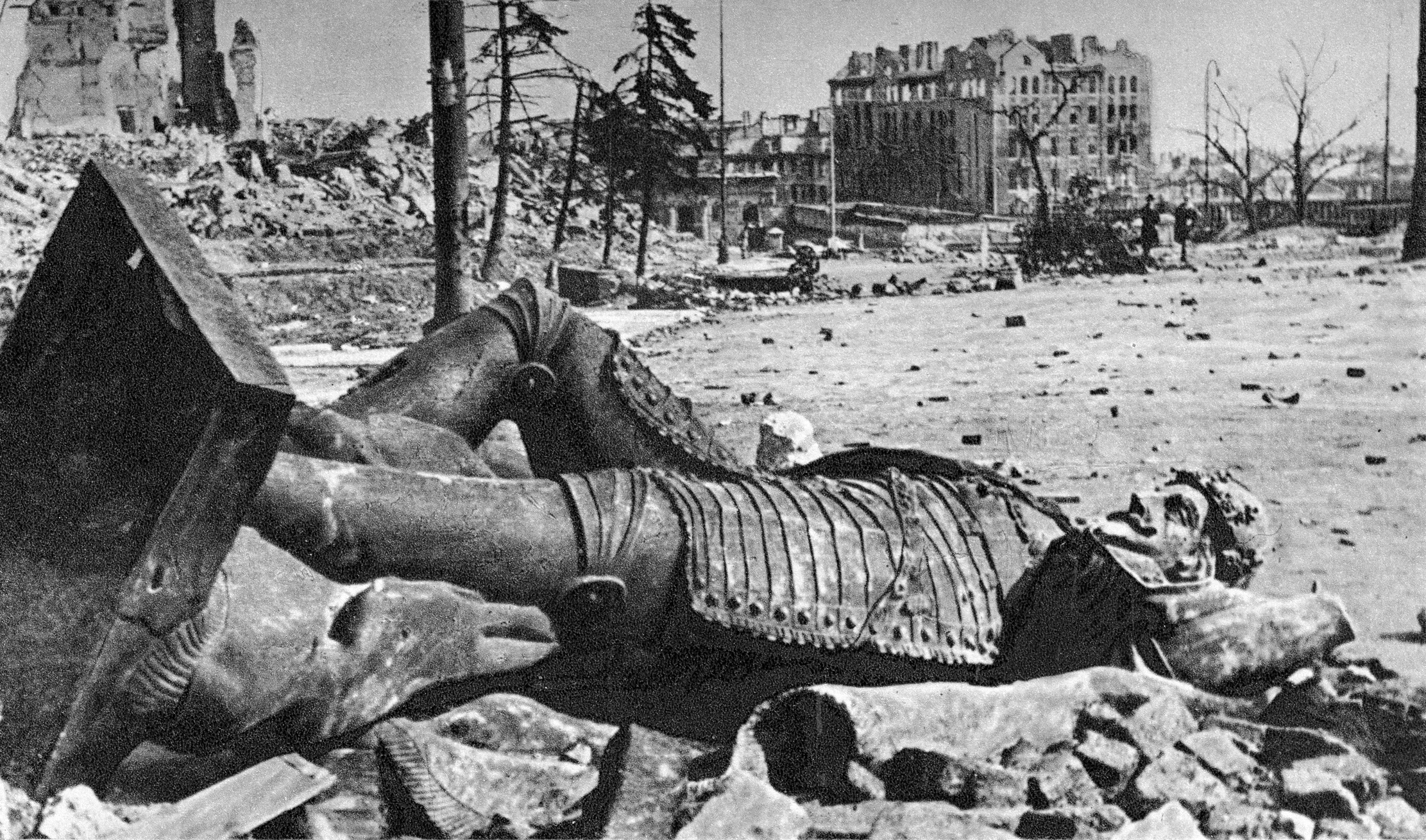